# Henrik Sjöström
Bror Henrik Sjöström, född 6 september 1906 i Karlskrona, död 17 april 1997 i Karlskrona, var en svensk friidrottare (sprinter). 
Han tävlade först för Ystads IF och sedan (från år 1928) IFK Malmö och tog SM-guld på 100 meter 1927 och 1928.

## Personliga rekord
- 100 meter: 10,6 s (Köpenhamn 2 september 1928)[4]
- 200 meter: 22,3 s (Stockholms Stadion 27 augusti 1932)[5]